# Aemulophora reichenspergeri
Aemulophora reichenspergeri är en tvåvingeart som beskrevs av Borgmeier 1938. Aemulophora reichenspergeri ingår i släktet Aemulophora och familjen puckelflugor.
Artens utbredningsområde är Costa Rica. Inga underarter finns listade i Catalogue of Life.